# المدرسة الإمامية البكرية (بغداد)
المدرسة الإمامية البكرية  مدرسة تاريخية في بغداد يعود تأسيسها إلى عهد المغول. بناها الملك إمام الدين يحيى البكري القزويني، صاحب ديوان بغداد. كانت المدرسة تقع في درب فراشة. إلا أنها لم تعد موجودة اليوم.